# Marchesato di Tresana
Il marchesato di Tresana fu uno dei tanti feudi imperiali ubicati in Lunigiana che mantennero l'indipendenza fino all'occupazione napoleonica: il territorio era caratterizzato dai seguenti borghi posti alla destra del fiume Magra: Tresana, Giovagallo, Novegigola, Bola, Comedia, Riccò e Castagnetoli. Il governo era guidato dal ramo dei Malaspina di Lusuolo dello Spino Secco, estintosi nel 1652, e dalla ricca famiglia fiorentina Corsini. La sua zecca, aperta nel 1580, fu la sola operante tra gli Staterelli lunigianesi insieme a quelle di Massa e Fosdinovo.

## Storia

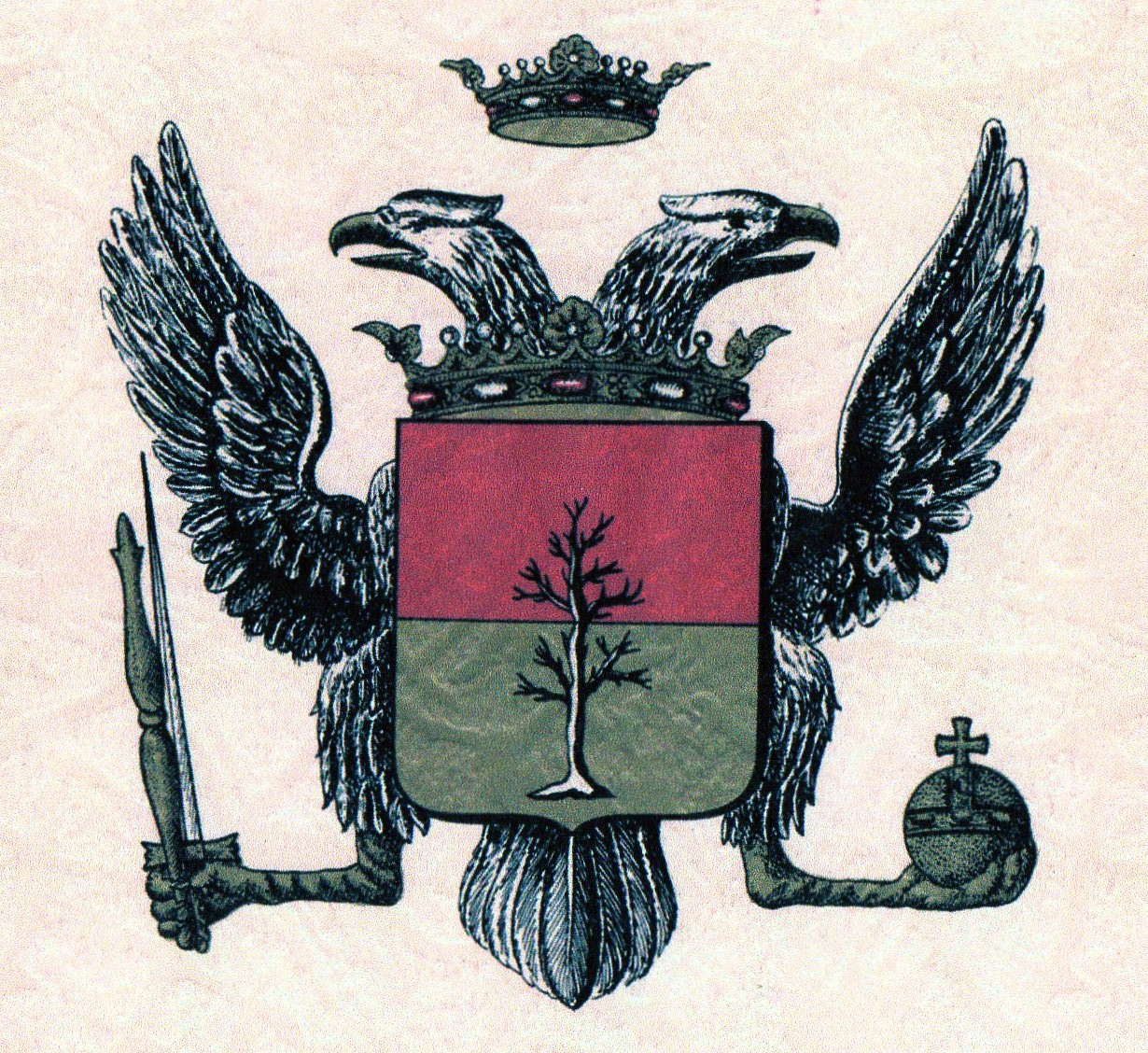
Lo stemma dei Malaspina dello Spino Secco (litografia dell'Ottocento)

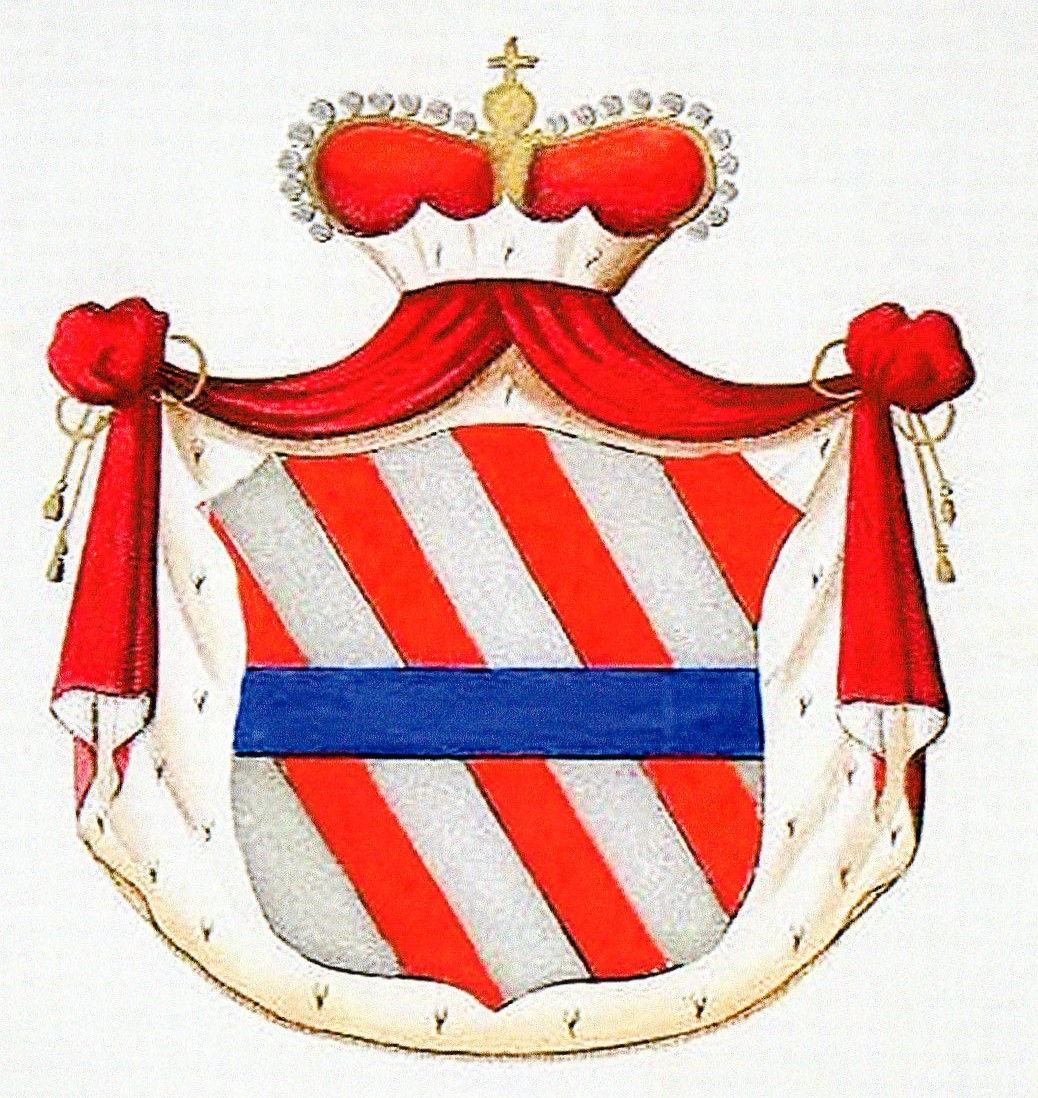
L'arme dei Corsini

Il borgo di Tresana è posizionato su un colle (112 metri) sulla riva destra del torrente Penolo, affluente del Magra, tra Riccò e Groppoli, dominato a Nord-Ovest dall'ancora imponente rocca malaspiniana e a Sud-Ovest dal paese di Giovagallo. Durante il periodo marchionale confinava con i seguenti feudi: Groppoli (Nord), Villafranca e Bibola (Est), Calice (Ovest), Bolano e Albiano (Sud), enclave di Riccò (centro).
Il castello tresanese venne attribuito, nel 1164, dall' imperatore Federico Barbarossa a Obizzo Malaspina di Mulazzo. In seguito fece parte del marchesato di Giovagallo, fino al 25 ottobre 1355, allorché Azzone, figlio di Obizzino (linea di Lusuolo-Villafranca, discendente da Oberto I di Adalberto degli Obertenghi) e di Tobia, lo acquisì. Soltanto nel 1565, tuttavia, Massimiliano II d'Asburgo accordò al territorio lo status di feudo imperiale con l'insieme di privilegi connessi. La sua indipendenza si protrasse fino al 1797 con la famiglia Corsini, subentrata nel 1660 alla guida del marchesato, dopo l'estinzione dei di quel ramo dei Malaspina, avvenuta nel 1652.
Nel 1571 il feudo godette del diritto di primogenitura maschile per evitare la frammentazione delle terre in favore di altre dinastie e, il 28 ottobre 1575, della facoltà di coniare moneta. Tale beneficio fu elargito al marchese Guglielmo II che aprì l'officina nel castello. Costui, però, non dimostrò le necessarie competenze per organizzare la zecca causando la vicenda (non unica in questi staterelli) della contraffazione del denaro che contribuì al declino dell'attività, conclusasi con Guglielmo III nel 1651. Furono falsificate anche monete pontificie e ciò produsse l'immediata scomunica del papa Clemente VIII.
In seguito alla scomparsa, nel 1652, dell'ultimo marchese dei Malaspina Guglielmo III, privo di eredi, il popolo era scontento e agitato. Passò qualche anno di interregno, fin quando il re di Spagna Filippo IV alienò il marchesato, per 123.000 lire, a Bartolomeo I Corsini, facente parte dell'affermata famiglia di Firenze.
Si avvicendarono sei marchesi sovrani Corsini che fecero poco per il feudo, interessati soltanto alle rendite che ricavavano. Visitavano raramente Tresana, sostituiti da un vicario, e il castello cadde in rovina. Preferirono continuare a dimorare a Firenze, nel sontuoso palazzo Corsini al Parione, in altre tre residenze e in cinque ville: il loro luogo di sepoltura si trovava nella Cappella Corsini di Santo Spirito.
Nel 1797 le truppe napoleoniche occuparono la Lunigiana: l'ultimo marchese Tommaso fu costretto a rinunciare al potere temporale sul feudo che si estinse e, dopo le decisioni del Congresso di Vienna, fu incorporato nel ducato di Modena e Reggio.

## Marchesi di Tresana (1355-1797)

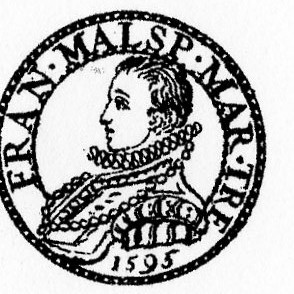
Moneta di Francesco Guglielmo (1595)

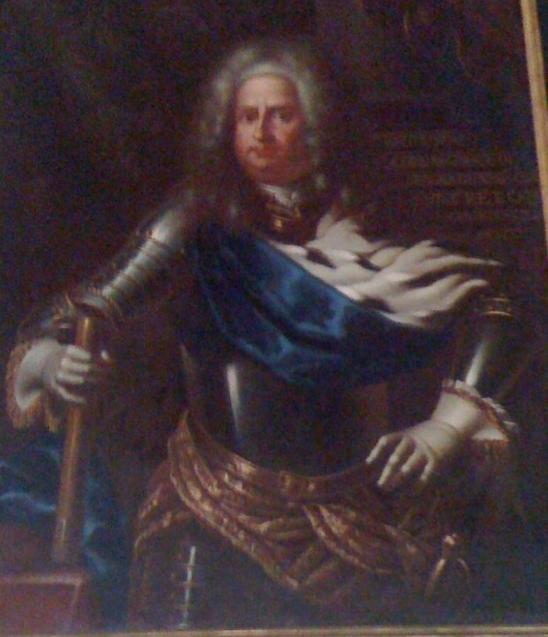
Il marchese Bartolomeo II

## Marchesi di Tresana (1355-1797)[8]
| N° | Titolo   | Nome                            | Periodo     | Consorte e note                                                                  |
| 1  | Marchese | Azzone Malaspina di Villafranca | 1355 - 1364 | Margherita Malaspina di Oramala                                                  |
| 2  | Marchese | Giangiacomo                     | 1364 - 1407 |                                                                                  |
| 3  | Marchese | Obizzino                        | 1407 - 1450 | Margherita Malaspina di Mulazzo                                                  |
| 4  | Marchese | Giangiorgio                     | 1450 - 1510 | Costanza                                                                         |
| 5  | Marchese | Guglielmo (I)                   | 1510 - 1528 | Benedetta Pio, reggente; Paola Arrigoni                                          |
| 6  | Marchese | Guglielmo (II)                  | 1528 - 1580 | Susanna di Gianvincenzo Malaspina; primo marchese del Sacro Romano Impero (1565) |
| 7  | Marchese | Francesco Guglielmo             | 1580 - 1613 | Susanna Malaspina di Monteregio                                                  |
| 8  | Marchese | Guglielmo (III)                 | 1613 - 1652 | Anna Malaspina di Olivola; privo di eredi                                        |
| 9  | Marchese | Bartolomeo I Corsini            | 1660 - 1685 | Elisabetta Strozzi; comprò il feudo all'asta                                     |
| 10 | Marchese | Filippo I                       | 1685 - 1705 | Lucrezia Rinuccini                                                               |
| 11 | Marchese | Bartolomeo II                   | 1705 - 1752 | Vittoria Altoviti                                                                |
| 12 | Marchese | Filippo II                      | 1752 - 1767 | Ottavia Strozzi                                                                  |
| 13 | Marchese | Bartolomeo III                  | 1767 - 1792 | Maria Vittoria Felice Barberini Colonna                                          |
| 14 | Marchese | Tommaso I                       | 1792 - 1797 | Antonia di Waldstadten; Natalja Ukazatova; ultimo marchese (+1856)               |